# Ornithogalum polyphyllum
Ornithogalum polyphyllum là một loài thực vật có hoa trong họ Măng tây. Loài này được Jacq. mô tả khoa học đầu tiên năm 1794.